# Błękitni Kielce
Gwardyjski Klub Sportowy Błękitni Kielce – klub sportowy z Kielc, działający w latach 1945–2000.

## Historia
Klub powstał 10 maja 1945 roku pod nazwą Partyzant Kielce. W latach 1949–1956 występował jako Gwardia Kielce, w 1957 ponownie jako Partyzant. Od 1958, po połączeniu się w grudniu 1957 z KS Armatury Kielce, aż do zlikwidowania w 2000 działał jako Błękitni. Nazwa ta została wyłoniona w konkursie „Słowa Ludu”. Autorem pierwszej nazwy – Partyzant – i barw klubowych był podporucznik Robert Fert. Z kolei funkcję pierwszego prezesa pełnił komendant wojewódzki Milicji Obywatelskiej podpułkownik Wiktor Kuźnicki.

## Sekcje
W klubie działały następujące sekcje:
- boks – drużyna pięściarska występowała w I lidze, jej zawodnicy uczestniczyli w mistrzostwach świata, mistrzostwach Europy oraz igrzyskach olimpijskich. Zdobywali także medale w krajowym czempionacie[1].

- judo – założycielem i trenerem sekcji judo, działającej w latach 1987–1993, był Andrzej Witkowicz. Zawodniczki Błękitnych zdobyły w 1989, 1990 i 1991 roku drużynowe mistrzostwo kraju. W tych samych latach sięgnęły po puchar Polski. Ponadto wywalczyły indywidualnie kilkadziesiąt medali krajowego czempionatu we wszystkich kategoriach wiekowych[1]. Beata Maksymow, będąc judoczką kieleckiego klubu w 1991, zdobyła m.in. mistrzostwo Europy w Pradze oraz brązowy medal mistrzostw świata w Barcelonie[3].
- kolarstwo – sekcja kolarska działała w pierwszej połowie lat 50. XX wieku. W 1952 roku Józef Pietrzyk został mistrzem województwa kieleckiego w wyścigu szosowym ze startu wspólnego; sukces ten powtórzył rok później Jerzy Jarząbek. Również w 1953 Franciszek Nazary został zwycięzcą ogólnopolskiego wyścigu o puchar Związku Sportowego Gwardia, który odbył się w Białymstoku[4].
- koszykówka – koszykarski zespół mężczyzn działał w latach 1949–1954. W 1950, 1951, 1952, 1953 roku wywalczył on wicemistrzostwo okręgu, zaś w 1954 zdobył mistrzostwo[1].
- piłka nożna – sekcja działająca od 1945 roku aż do likwidacji. Zespół piłkarski przez 18 sezonów występował w II lidze, w której najlepszą pozycją było zajęcie czwartego miejsca (1952 i 1982)[1]. Ponadto w sezonie 1953/1954 roku klub dotarł do ćwierćfinału pucharu kraju, w którym przegrał 0:7 z Legią Warszawa[5]. Działalność zespołu piłkarskiego kontynuował Kielecki Klub Piłkarski, który w 2000 roku połączył się z Koroną Kielce[6].

- tenis stołowy – sekcja istniejąca w latach 1946–1954 i 1957–1970. Jej zawodnikiem był m.in. Czesław Bass, który w 1948 roku wywalczył mistrzostwo Polski klubów milicyjnych[1].
- tenis ziemny – sekcja założona przez Wacława Woźniaka, działała w latach 1952–1954 i 1960–1994. Występowała w I lidze, w której w 1992 roku zajęła czwarte miejsce. Do czołowych zawodników należał Leszek Stępowski, który w 1977 pokonał w Bytomiu Wojciecha Fibaka[1].

W klubie istniały również sekcje lekkiej atletyki, narciarstwa, pływania, podnoszenia ciężarów, siatkówki mężczyzn oraz strzelectwa sportowego.